# Метків
Ме́тків —  село в Городоцькій сільській громаді Рівненського району Рівненської області України. Населення становить 124 осіб.

## Символіка
Символи затверджені 20 грудня 2024 року рішенням Городоцької сільської ради. Автори – А. Гречило та Ю. Терлецький.

### Герб
Щит скошений двічі ліворуч на золоте, червоне та золоте поля; у червоному полі – срібна пилка із золотими ручками, у золотих полях – по зеленому листку вільхи.
Пилка вказує на виготовлення плотів і деревообробні промисли, уособлює місцевий міст. Листки вільхи характеризують багаті природні ресурси. Золото є символом щедрості та добробуту.

### Прапор
Квадратне жовте полотнище, яке з нижнього кута від древка до верхнього вільного кута перетинає червона смуга (завширшки в 3/10 діагоналі), на якій біла пилка з жовтими ручками, у жовтих полях – по зеленому листку вільхи.

## Населення

### Мова
Розподіл населення за рідною мовою за даними перепису 2001 року:
| Мова       | Кількість | Відсоток |
| ---------- | --------- | -------- |
| українська | 124       | 100%     |